# Carlos Alberto Rey
Carlos Alberto Rey (San Roque, Corrientes; 4 de enero de 1922-Buenos Aires, 29 de mayo de 2017) fue un aviador militar argentino perteneciente a la Fuerza Aérea Argentina. Alcanzó la máxima jerarquía del escalafón aeronáutico y se desempeñó como titular de dicha fuerza armada desde el 12 de marzo de 1970 hasta la finalización del régimen militar autodenominado «Revolución Argentina» el 25 de mayo de 1973.
También en ese período fue miembro de la Junta de Comandantes en Jefe de las Fuerzas Armadas en dos oportunidades: desde el 8 de junio de 1970 hasta el 18 del mismo mes y año, y desde el 23 de marzo de 1971 hasta el 26 del mismo mes y año. Ambas junto al almirante Pedro Alberto José Gnavi y el teniente general Alejandro Agustín Lanusse.
Después del retiro fue miembro de la Comisión de Análisis y Evaluación del Conflicto del Atlántico Sur (CAERCAS) presidida por el teniente general Benjamín Rattenbach desde el 2 de diciembre de 1982 hasta el 16 de septiembre de 1983, y que emitió el llamado "Informe Rattenbach".

## Carrera
Tras culminar con sus estudios de educación secundaria, Carlos Rey ingresó como cadete de la Escuela de Aviación Militar el 1 de marzo de 1941. El 30 de noviembre de 1944 egresó como alférez del escalafón aire, con orden de mérito 3 sobre un total de 67 cadetes egresados de la promoción 10° de la mencionada institución aeronáutica militar. Entre sus compañeros de promoción se destacan los alféreces Ezequiel Alfredo Martínez, Jorge Sixto Fernández y Arturo Armando Cordón Aguirre.

### Destinos relevantes
Durante la década de 1950, cursó estudios en otras academias militares en el extranjero. En los años 1960 ocupó diversos cargos entre los que se destacan el Comando de Sistemas Aéreos desde 1966 hasta 1968. Desde 1968 hacia principios de 1970 se desempeñó como jefe de Personal de la Fuerza Aérea Argentina.

### Titular de la Fuerza Aérea Argentina
El 12 de marzo de 1970 fue designado comandante en jefe de la Fuerza Aérea Argentina, luego de que el brigadier general Jorge Martínez Zuviría pasara previamente a situación de retiro. Al asumir la titularidad de dicha arma Carlos Alberto Rey ocupó el lugar que su antecesor dejó vacante en la Junta Militar de Gobierno, junto al comandante en jefe de la Armada Argentina, almirante Pedro Alberto José Gnavi, y el comandante en jefe del Ejército Argentino y presidente de facto teniente general Alejandro Agustín Lanusse.
En el mes de septiembre de 1972, el brigadier general Carlos Alberto Rey visitó Francia y su meta principal era adquirir nuevo material para modernizar y reforzar la Fuerza Aérea Argentina. En dicho país europeo, el comandante en jefe buscó llevar a cabo programas respecto a materializar la cooperación espacial entre el Centro Nacional Francés de Estudios Espaciales (CNES) y el Comisión Nacional de Investigaciones Espaciales (CNIE) que funcionaba bajo la órbita de la Fuerza Aérea Argentina.
Dicho viaje del brigadier general Rey dejó de manifiesto su perfil ideológico desarrollista que compartían algunos sectores de las Fuerzas Armadas argentinas y reveló que todavía estaba en vigencia la meta de ciertos sectores castrenses de procurar mercados proveedores de tecnología para el desarrollo científico-técnico argentino, objetivo ya planteado durante el Gobierno de facto del teniente general Juan Carlos Onganía en iniciativas como el «Plan Europa».
El 25 de mayo de 1973, cuando el orden constitucional fue restablecido en la Argentina luego de la asunción de Héctor José Cámpora, el brigadier general Carlos Rey pasó a situación de retiro junto a los otros integrantes de la Junta Militar de Gobierno saliente, teniente general Alejandro Agustín Lanusse y el almirante Carlos Guido Natal Coda. El cargo que ocupó Rey pasó a manos del brigadier general Héctor Luis Fautario.

## Después del retiro
Luego de su retiro, el brigadier general (R) Carlos Alberto Rey fue nombrado por el brigadier general Augusto Jorge Hughes para que forme parte de Comisión de Análisis y Evaluación de las Responsabilidades del Conflicto del Atlántico Sur, la cual expidió el documento popularmente conocido como Informe Rattenbach.